# Ringkämpfer
Ringkämpfer je německý krátký film z roku 1895. Režiséry a producenty jsou Emil (1866–1945) a Max Skladanowsky (1863–1939). Film byl natočen v roce 1895 a zobrazuje řecko-římský zápas mezi Greinerem a Eugenem Sandowem. Vítěz zápasu není znám. Sandow, který se už rok předtím objevil v americké trilogii Souvenir Strip of the Edison Kinetoscope se objevil později i v dalších filmech.
Film měl premiéru 1. listopadu 1895 spolu s dalšími krátkými filmy, které byly jako jedny z prvních promítány laternou magicou. Každý film trval přibližně šest sekund, a proto se opakovalo jejich promítání.